# Pittosporum bracteolatum
Pittosporum bracteolatum är en tvåhjärtbladig växtart som beskrevs av Stephan Ladislaus Endlicher. Pittosporum bracteolatum ingår i släktet Pittosporum och familjen Pittosporaceae. Inga underarter finns listade.